# Berta Liebmann
Berta Liebmann (* 24. November 1913 in Leoben als Bert(h)a Tremmel; † 20. März 2005 in Graz) war eine österreichische Mundartdichterin und Schriftstellerin.

## Leben
Berta Liebmann wurde am 24. November 1913 als Tochter des Südbahnbediensteten Josef Wilhelm Tremmel (* 30. Februar(?) 1884) und dessen Ehefrau Juliana (geborene Peßl; * 20. Jänner 1887) geboren und am 30. November 1913 auf den Namen Bert(h)a getauft. Als Taufpatin trat ihre Tante Zäzilia Peßl, ein Dienstmädchen, in Erscheinung. Ihre Eltern hatten rund drei Jahre vor ihrer Geburt, am 15. August 1910, in der Grazer Mariahilfkirche geheiratet. Am 25. Mai 1926 wurde sie in Leoben von General von Oer gefirmt. Im Laufe ihres Lebens lebte die gebürtige Leobenerin, die im Brotberuf als Weißnäherin tätig war, in Kindberg, Weiz und zuletzt in Seiersberg. Am 2. Juni 1935 hatte sie in der Pfarrkirche Leoben-St. Xaver den aus Langenwang stammenden Alois Liebmann (* 3. Juni 1908 in Langenwang; † 5. April 1973 in Seiersberg), der zuletzt in Feldbach und Leoben gelebt hatte, geheiratet. Die Eltern ihres Ehemannes waren der Bäckermeister Leonhard Liebmann und dessen Ehefrau Maria (geborene Rebhan). Bertas Vater war zum Zeitpunkt der Hochzeit bereits verstorben.
Bereits in früher Jugend begann die spätere Mitbegründerin des Bundes Steirischer Heimatdichter zu schreiben, dabei hauptsächlich in steirischer Mundart. Vor allem ab den 1960er Jahren veröffentlichte Liebmann zahlreiche Werke. Ihr 1980 im Selbstverlag erschienenes Werk Der Arnfelser Jedermann. Ein steirisches Mysterienspiel (auch Das Sterben eines reichen Mannes. Steirisches Jedermannsspiel genannt) wurde noch Jahre nach ihrem Tod auf steirischen Laienbühnen aufgeführt. In Zusammenarbeit mit Alfred Guss entstand die Anthologie Steirische Mundartdichtung der Gegenwart, die 1991 von Alois Adler herausgegeben wurde. Im Laufe ihres Lebens wurde mehrerer ihrer Gedichte von Alarich Wallner vertont. Liebmann war Mitglied im Steirischen Schriftstellerbund.
Rund 32 Jahre nachdem ihr Ehemann gestorben war, starb Liebmann am 20. März 2005 im Alter von 91 Jahren in Graz. In Seiersberg-Pirka ist heute (Stand: 2023) die nur wenige Hausnummern umfassende Berta-Liebmann-Straße nach ihr benannt. Die Straße befindet sich mehrere hundert Meter westlich ihrer einstigen Wohnadresse (Kramerweg 7 in Seiersberg).

## Werke (Auswahl)
- 1962: Muattasproch. Steirische Mundartgedichte
- 1967: A guate Soot. Ausgewählte Gedichte in steirischer Mundart (Holzschnitte von Hans Hauke; 2. wesentlich erweiterte Auflage, 1980)
- 1976: Apoll spielt auch die Felberwispl
- 1978: Tierkreis in steirischer Mundart (Illustrationen von Helga Gfatter-Susan; im Selbstverlag erschienen)
- 1980: Der Arnfelser Jedermann. Ein steirisches Mysterienspiel (im Selbstverlag erschienen; auch unter dem Titel Das Sterben eines reichen Mannes. Steirisches Jedermannsspiel)
- 1982: Erzherzog Johann von Österreich. Ein Bilderbogen in steirischer Mundart
- 1983: Peter Rosegger und sei’ Muatta. Eine Versbiographie in steirischer Mundart
- 1987: Durch das Jahr (Haiku; im Selbstverlag erschienen)
- 1991: Steirische Mundartdichtung der Gegenwart. Eine Anthologie (in Zusammenarbeit mit Alfred Guss; Herausgeber: Alois Adler)
- 1993: Von kloan auf. Ein Querschnitt durch die Mundartdichtungen

## Ehrungen und Auszeichnungen (Auswahl)
- 1977: Ehrenmedaille der Landeshauptstadt Graz
- 1985: Goldenes Verdienstzeichen der Republik Österreich
- 1988: Goldenes Ehrenzeichen des Landes Steiermark